# Філмакс (кінотеатр, Умань)
«Філмакс» — кінотеатр у місті Умань Черкаської області, міський осередок культури.

## Загальні дані
Кінотеатр розташований у спеціально зведеному приміщенні за адресою:
вул. Андрія Кизила, буд. 4, м. Умань (Черкаська область), Україна.
Глядацька зала кінотеатру розрахована на 400 осіб. У даний час здаються в оренду приміщення напівпідвального типу.

## З історії закладу
Кінотеатр був збудований у радянську добу. 
Як бізнес-осередок «Комсомолець» має значний досвід в організації презентацій, семінарів, виставок, концертів, зустрічей та інших заходів. 
Наявність такого закладу є життєво необхідною в Умані, яка є популярним туристичним місцем, як у внутрішніх, так й іноземних гостей.